# مانوئل اورتلشنر
مانوئل اورتلشنر (به آلمانی: Manuel Ortlechner) (۴ زاده مارس ۱۹۸۰ میلادی) بازیکن فوتبال اهل اتریش باشگاه فوتبال آستریا وین می‌باشد.